# خوليو لوبو
خوليو لوبو هو شخصية أعمال كوبي، ولد في 30 أكتوبر 1898، وتوفي في 30 يناير 1983.